# Lucio Piccolo
Il Barone Lucio Carlo Francesco Piccolo di Calanovella (Palermo, 27 ottobre 1901 – Capo d'Orlando, 26 maggio 1969) è stato un poeta, esoterista e musicologo italiano.

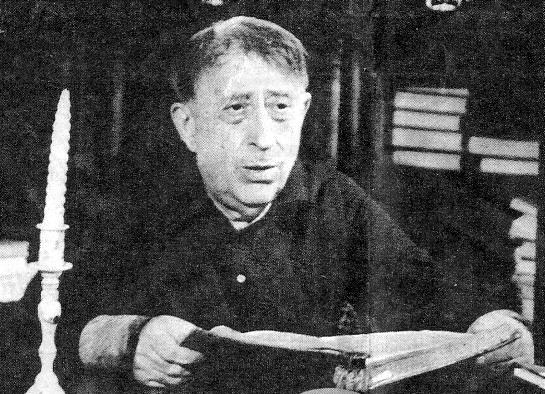
Lucio Piccolo di Calanovella nel suo studio (1969)

Visse quasi sempre appartato: fino al 1932 a Palermo, e poi a Villa Piccolo, nei pressi di Capo d'Orlando, dove si trasferì insieme alla madre e ai fratelli, alieno da ogni forma di mondanità. Talvolta si recava anche a Sinagra, dove la famiglia possedeva una proprietà.

## Biografia

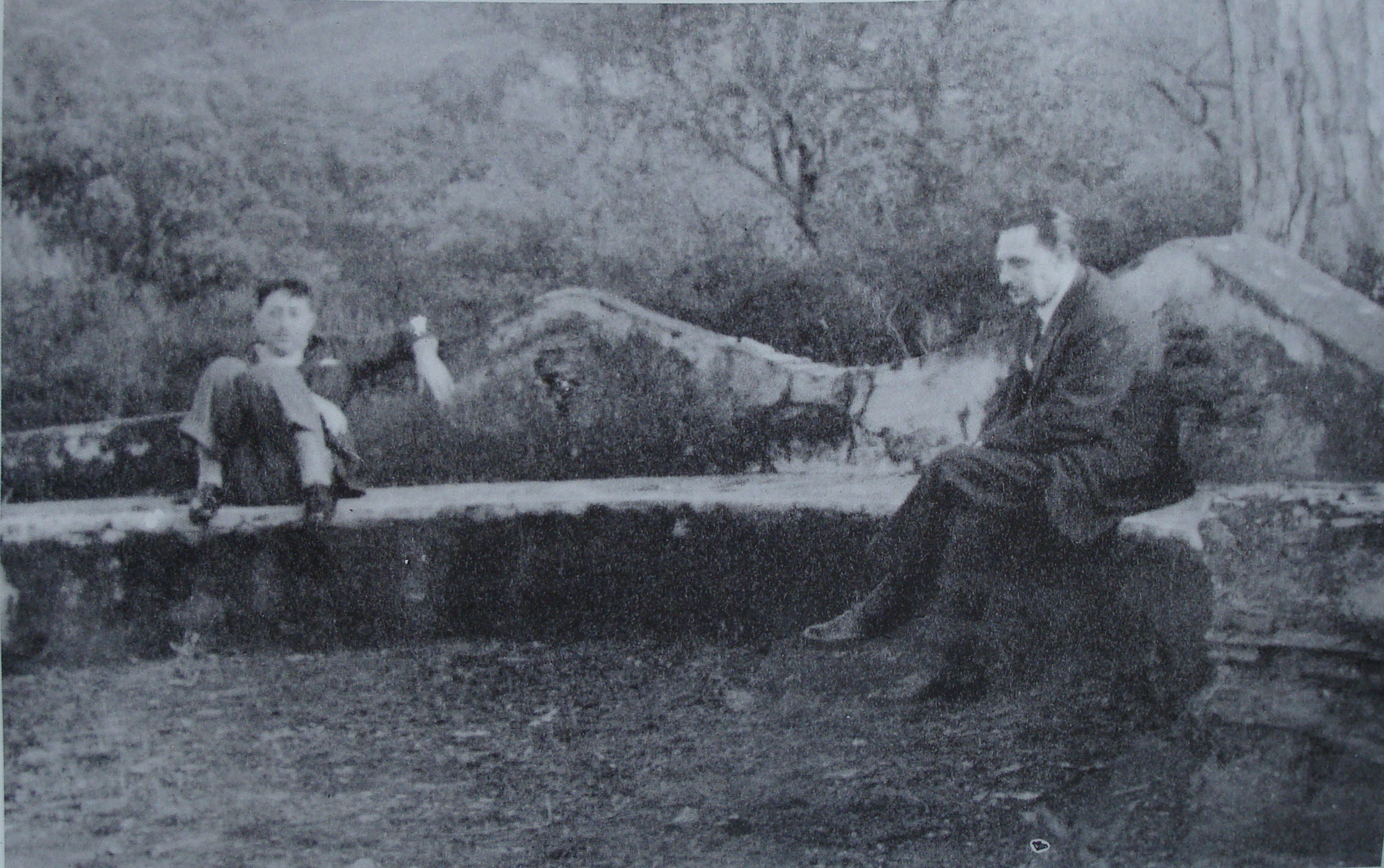
Lucio Piccolo e Giuseppe Tomasi di Lampedusa su una panca nella stradella di accesso a Villa Piccolo, presso Capo d'Orlando, negli ultimi anni del 1930

Di famiglia aristocratica, era figlio terzogenito del barone Giuseppe Piccolo di Calanovella e della duchessa Teresa Mastrogiovanni Tasca Filangeri di Cutò, di antica ascendenza principesca, risalente ai Normanni del XII secolo.
Era inoltre cugino dello scrittore Giuseppe Tomasi di Lampedusa, e fratello del pittore Casimiro Piccolo.
Frequentò il liceo classico a Palermo, dove nel 1920 conseguì la licenza liceale. Proseguì gli studi da autodidatta approfondendo le conoscenze linguistiche di greco, spagnolo, inglese e francese.
Scoprì in anticipo di anni sul resto della cultura italiana i grandi autori europei contemporanei del calibro di William Butler Yeats, Marcel Proust e Rainer Maria Rilke. I suoi interessi riguardavano anche l'esoterismo e la musica. Presentato da Eugenio Montale, cui inviò nel 1954 una silloge di 9 liriche, al convegno di San Pellegrino Terme (a cui si recò insieme al cugino Giuseppe Tomasi di Lampedusa) nello stesso anno, ha esordito come poeta nel 1956 con Canti barocchi e altre liriche, cui è seguito nel 1960 Gioco a nascondere e nel 1967 Plumelia.
Nel 1967 Vanni Ronsisvalle gira il documentario Il favoloso quotidiano su Lucio Piccolo in cui si intervista anche il fratello Casimiro.
Sul finire degli anni sessanta si registrano le sue partecipazioni, in qualità di presidente della giuria, al Premio Riviera dei Marmi, e di giurato al Premio Brancati.
Alla morte di Lucio, avvenuta all'età di 67 anni nella primavera del 1969, suo fratello il barone Casimiro Piccolo e sua sorella, baronessa Agata Giovanna, decisero di istituire a villa Piccolo la "Fondazione famiglia Piccolo di Calanovella", con il  fine di salvaguardare il grande patrimonio culturale e storico della famiglia. I beni dei Piccolo vennero così suddivisi in tre parti uguali: due terzi furono conferiti nella Fondazione e un terzo (la parte di Lucio) finì all'unico figlio Giuseppe, che all'epoca aveva sei anni e che il poeta aveva avuto con una donna che lavorava nei fondi dei Piccolo.

## Poesia
La sua poesia, decisamente isolata nel panorama letterario degli anni Cinquanta - Sessanta, in cui si scontravano l'ultimo neorealismo e la prima neoavanguardia, è caratterizzata da elencazioni e proliferazioni tipicamente barocche costituite da immagini dense e oniriche, dall'oscurità e dal simbolismo talora molto spinto, che sono tuttavia originalmente radicate nella realtà quotidiana attraverso un oggettivismo surreale e quasi crepuscolare. Il mondo siciliano, il suo mondo, è tuttavia quasi completamente assente dalla sua produzione letteraria e lo stesso lessico adottato è scevro di qualsiasi influsso dialettale.
Sotto l'aspetto formale tutta la produzione piccoliana è caratterizzata da una fortissima consapevolezza ritmica e fonica, nonché da ricorrenti stilemi, come la spezzatura mediante enjambement di elencazioni operata in modo da disorientare il lettore, lasciando a cavallo di due versi un sintagma più complesso degli altri cui è accostato. Tipiche della sua forma sono anche forme lessicali rare e musicali, come per esempio le preposizioni articolate spezzate, o termini aulici e tecnici. Quest'ultimo aspetto è stato da più parti accomunato all'intenzione campaniana di costituire una "poesia europea musicale e colorita".
Alle prime due raccolte, per lo più unitarie sia sotto l'aspetto formale (per la presenza di studiati poemetti che spesso superano i cento versi) si contrappone Plumelia, che sviluppa una tendenza lirica più condensata (già comunque presente nelle prime due sillogi) e un simbolismo più spinto ed oscuro.
Nel novembre del 2013,  è stata divulgata dall'erede, una sua poesia inedita del periodo giovanile, intitolata A Casimiro Piccolo, dedicata proprio al fratello Casimiro Piccolo e fino ad ora mai pubblicata.

## Opere
- 9 liriche, Sant'Agata di Militello, 1954[2]
- Canti barocchi e altre liriche, prefazione di Eugenio Montale, Mondadori, Milano, 1956[2]
- Gioco a nascondere. Canti barocchi e altre liriche, Mondadori, Milano, 1960[2]
- Plumelia, All'insegna del pesce d'oro, Milano, 1967[2]
- La seta e altre poesie inedite e sparse, a cura di Giovanna Musolino e Giovanni Gaglio, All'insegna del pesce d'oro, Milano, 1984[2]
- Il raggio verde e altre poesie inedite, a cura di Giovanna Musolino, All'insegna del pesce d'oro, Milano, 1993[2]
- Le esequie della luna e alcune poesie inedite, a cura di Giovanna Musolino, All'insegna del pesce d'oro, Milano, 1996[2]
- Antologia poetica, a cura di Giuseppe Celona, All'insegna del pesce d'oro, Milano, 1999[2]
- Canti barocchi e Gioco a nascondere, Scheiwiller, Milano, 2001[2]
- Plumelia. La seta. Il raggio verde e altre poesie, prefazione di Pietro Gibellini,  Scheiwiller, Milano, 2001[2]
- L'oboe e il clarino, Scheiwiller, Milano 2002.[2]
- 9 liriche,  ex Museo Lucio Piccolo, Ficarra, 2010[2]